# NGC 2511
NGC 2511 is een spiraalvormig sterrenstelsel in het sterrenbeeld Kleine Hond. Het hemelobject werd op 31 januari 1851 ontdekt door de Ierse astronoom William Parsons.

## Synoniemen
- MCG 2-21-8
- MK 1207
- ZWG 59.24
- PGC 22549